# Bertolt-Brecht-Gymnasium Dresden
Das Bertolt-Brecht-Gymnasium Dresden, kurz „BeBe“, ist ein staatliches Gymnasium mit langjähriger Tradition und vier verschiedenen Profilen in Dresden-Johannstadt. Das Gymnasium ist benannt nach dem Schriftsteller Bertolt Brecht und bietet die Möglichkeit, ergänzend zum sächsischen Abitur das International Baccalaureate durch zusätzlichen Unterricht in den Klassenstufen 5 bis 12 und Prüfungen zu erwerben.

## Geschichte
Gegründet wurde das Gymnasium 1952 im Dresdner Stadtteil Reick als Erweiterte Oberschule (EOS) Reick. Nach dem Tod des tschechoslowakischen Präsidenten Klement Gottwald (1896–1953) wurde die EOS nach diesem benannt. Die Schule blieb zwischen 1963 und 1967 wegen der zu geringen Schülerzahlen aufgrund der Zugangsbedingungen zur EOS geschlossen.
Ab 1970 bestanden Kontakte zwischen Helene Weigel und Klassen der Schule, aus denen 1971 die Umbenennung der Schule in „EOS Bertolt Brecht“ folgte. Später zog das Gymnasium von Dresden-Reick nach Dresden-Johannstadt um. Am ehemaligen Standort befindet sich heute das Julius-Ambrosius-Hülße-Gymnasium. Aufgrund steigender Schülerzahlen an Gymnasien nach der Wende wurde auch das benachbarte Grundschulgebäude vom Bertolt-Brecht-Gymnasium genutzt; später zog die Grundschule aus. Das Schulgebäude des Bertolt-Brecht-Gymnasiums wurde 1993–1996 als Muster für weitere Dresdner Schulen umgebaut. Dabei wurden insbesondere die für diese Schulgebäude vom Typ Dresden Atrium typischen Innenhöfe überdacht und als Aulen nutzbar gemacht.

## Bildungsangebot
Das Gymnasium bietet vier Profile an: naturwissenschaftlich, sprachlich, bilingual sowie gesellschaftswissenschaftlich. Außerdem besteht ein Ganztagesangebot mit verschiedenen Ausrichtungen (über 70 Angebote).

## Ausstattung
Als Fremdsprachen werden neben Englisch und Spanisch (ab 8. Klasse) auch Russisch, Französisch und Latein angeboten. Studienfahrten werden in der neunten Klasse nach Großbritannien und nach Frankreich oder wahlweise innerhalb Deutschlands angeboten. Innerhalb Deutschlands gibt es die Möglichkeit, im Spreewald zu paddeln oder die einer wissenschaftlichen Studienfahrt nach Göttingen. Es bestand neben individuellen Austauschprogrammen ab 1992 das erste GAPP-Austauschprogramm in Ostdeutschland mit dem Partner Spencer High School in Spencer, Iowa, das jedoch 2009 aufgrund der Einstellung des Deutschunterrichtes in der Partnerschule endete. Die Absolvierung des Cambridge-Zertifikates wird im Rahmen des Ganztagesangebots unterstützt. Es existiert eine Schülerfirma für regenerative Energiegewinnung, „bb-web“.
Das Bertolt-Brecht-Gymnasium war neben dem Fritz-Löffler-Gymnasium die einzige Dresdner Schule, an der die Städtischen Bibliotheken Dresden eine öffentliche Schulbibliothek unterhielten. Diese Stadtbibliotheks-Zweigstelle bestand ab 1996. Mit ihrem Umzug wurde 2010 die Bibliothek des Gymnasiums in eine interne Bibliothek mit ca. 12.000 Medien umgewandelt.

## Schulpartnerschaften
- USA: Spencer, Iowa (Clay County (Iowa))

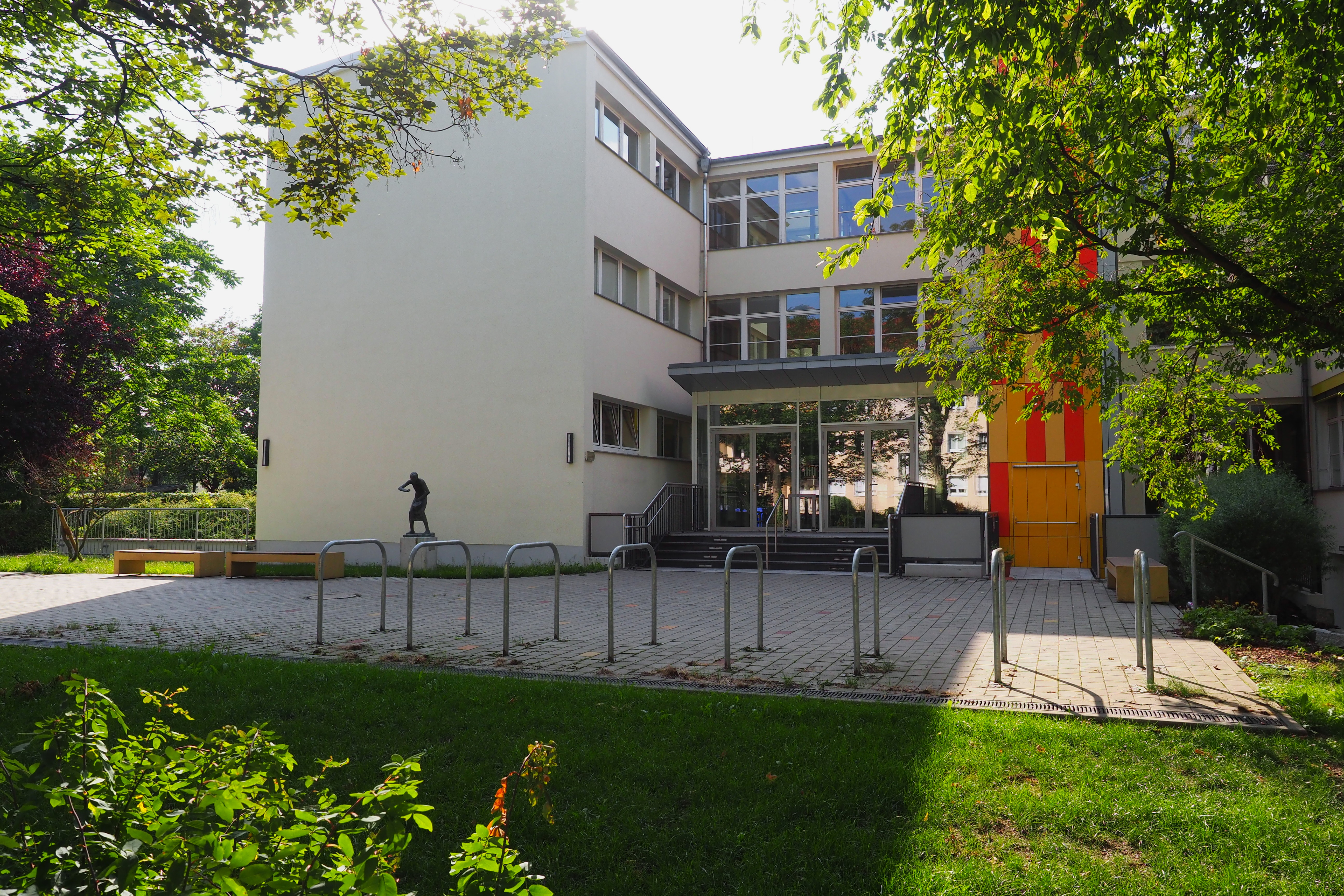
Bertolt-Brecht-Gymnasium